# TheRunet
TheRunet — российское новостное сетевое издание, посвящённое рынку информационных технологий. Основной темой новостей портала являются айти-бизнес и трансформация технологий. Главным редактором и по совместительству директором является Зыков Владимир Владимирович. Заместителем директором — Александра Гаврилова.

## История
Компания «Рунет Медиа Холдинг» была создана в декабре 2011 года директором РАЭК Сергеем Плуготаренко и его заместителем Сергеем Гребенниковым с равным долевым участием. Сайт therunet.com был задуман ими как российский аналог TechCrunch.
Главными редакторами в разное время назначались бывшие сотрудники таких крупных изданий как «Итоги», «ComputerBild», «Lenta.ru» и других.
На материалы сайта в своих статьях ссылаются такие издания как TechCrunch, CNews и другие издания.
11 сентября 2015 года Роскомнадзор внёс статью издания, в которой критикуются действия надзорных органов по ограничению информации в сетевом пространстве, в реестр запрещенных сайтов.
В 2016 году совладельцем ресурса стал Институт развития интернета.
В 2021 году название обновлено с TheRunet на Runet.

## Награды и достижения
Лауреат «Премии Рунета 2013 года» в категории «Стартап-навигатор года» за проект «Мифы стартапов». Лауреат премии «Золотой сайт 2014 года» в категории «Профильные СМИ». Также издание трижды входило в рейтинг 20 самых цитируемых медиаресурсов отраслей IT и Telecom по версии ИАС «Медиалогия».